# Дренов Кланаць
44°56′ пн. ш. 15°11′ сх. д. / 44.93° пн. ш. 15.19° сх. д.
Дренов Кланаць (хорв. Drenov Klanac) — населений пункт у Хорватії, у Лицько-Сенській жупанії у складі міста Оточаць.

## Населення
Населення за даними перепису 2011 року становило 40 осіб.
Динаміка чисельності населення поселення:

## Клімат
Середня річна температура становить 9,24 °C, середня максимальна – 23,13 °C, а середня мінімальна – -6,58 °C. Середня річна кількість опадів – 1337 мм.
| Клімат поселення                              | Клімат поселення | Клімат поселення | Клімат поселення | Клімат поселення | Клімат поселення | Клімат поселення | Клімат поселення | Клімат поселення | Клімат поселення | Клімат поселення | Клімат поселення | Клімат поселення | Клімат поселення |
| Показник                                      | Січ.             | Лют.             | Бер.             | Квіт.            | Трав.            | Черв.            | Лип.             | Серп.            | Вер.             | Жовт.            | Лист.            | Груд.            |                  |
| Середній максимум, °C                         | 5,43             | 7,10             | 10,72            | 14,89            | 19,14            | 22,82            | 23,13            | 22,92            | 18,65            | 13,89            | 8,49             | 4,26             |                  |
| Середня температура, °C                       | −0,58            | 1,08             | 4,72             | 8,87             | 13,14            | 16,84            | 19,05            | 18,84            | 14,57            | 9,82             | 4,41             | 0,18             |                  |
| Середній мінімум, °C                          | −6,58            | −4,94            | −1,3             | 2,85             | 7,12             | 10,81            | 14,96            | 14,76            | 10,50            | 5,74             | 0,34             | −3,89            |                  |
| Норма опадів, мм                              | 94               | 93               | 98               | 109              | 99               | 103              | 70               | 88               | 133              | 155              | 165              | 130              |                  |
| Середньомісячна швидкість вітру, м/с          | 2.18             | 2.31             | 2.55             | 2.46             | 2.28             | 2.11             | 2.06             | 2.00             | 2.03             | 2.15             | 2.39             | 2.39             |                  |
| Середньомісячна сонячна радіація, кДж/м²·день | 4345             | 7074             | 10465            | 15019            | 19163            | 20852            | 22707            | 19480            | 14190            | 9037             | 4778             | 3648             |                  |
| --------------------------------------------- | ---------------- | ---------------- | ---------------- | ---------------- | ---------------- | ---------------- | ---------------- | ---------------- | ---------------- | ---------------- | ---------------- | ---------------- | ---------------- |
| Джерело:                                      |                  |                  |                  |                  |                  |                  |                  |                  |                  |                  |                  |                  |                  |